# 章綸
章 綸（しょう りん、1413年 - 1483年）は、明代の官僚。字は大経。本貫は温州府楽清県。

## 生涯
章文宝と包氏のあいだの子として生まれた。1439年（正統4年）、進士に及第した。南京礼部主事に任じられた。1450年（景泰元年）、北京に召還されて、礼部儀制郎中に進んだ。1451年（景泰2年）、太平十六策を上疏した。
1454年（景泰5年）5月、章綸は鍾同とともに沂王朱見深を太子に復位させるよう請願する上奏をおこなった。2日後、章綸はさらに修徳弭災十四事を上疏した。景泰帝は激怒し、章綸は獄に下された。1455年（景泰6年）8月、大理寺少卿廖荘が沂王について言及して杖罰を受けた。これにより獄中の章綸も杖罰100を受けた。
1457年（天順元年）、英宗が復位すると、郭登の上奏によって章綸は廖荘・林聡・左鼎・倪敬らとともに名誉を回復され、釈放された。礼部右侍郎に抜擢された。章綸は英宗に重んじられたが、性格が剛直で、石亨や楊善と合わなかった。1458年（天順2年）、南京礼部右侍郎に転じた。1460年（天順4年）、南京吏部右侍郎に転じた。
1464年（天順8年）、成化帝が即位すると、官人が英宗の遺詔をもとに帝の婚儀をおこなうよう請願した。章綸は先帝が亡くなったばかりで、元号も改まっていないので、100日を待つよう言上した。章綸の意見は取り上げられなかったが、天下の士人は章綸の言を重んじた。
1465年（成化元年）、両淮で飢饉が起こると、章綸は救荒四事を上奏した。いずれも裁可された。1468年（成化4年）秋、子の章玄応が籍を冒して北京での科挙を受験した。このため章綸は給事中の朱清や御史の楊智らに弾劾され、侍郎の葉盛に調査が命じられた。1469年（成化5年）閏2月、章綸は僉都御史の高明と庶官の考察について協議して合わず、両者ともに自らの罷免を求めた。成化帝は章綸を許し、不問に付した。6月、南京礼部左侍郎に転じた。
1474年（成化10年）、母が死去したため、章綸は帰郷して喪に服した。1476年（成化12年）、老齢のため致仕した。1483年（成化19年）3月22日、病のため死去した。南京礼部尚書の位を追贈された。諡は恭毅といった。
子の章玄応は広東布政使に上った。